# Tracy Chu
Tracy Chu Tsin-suet (chinois : 朱千雪 ; cantonais Jyutping : zyu1 cin1 syut3) née le 28 juin 1988  à Hong Kong, est une actrice, présentatrice de télévision et avocate canadienne.
Chu fait ses débuts dans l'industrie du divertissement à l'occasion du concours Miss Hong Kong en 2012. En 2015, elle remporte les prix Most Improved TVB Artiste (Artiste TVB ayant le plus progressé) aux TVB Star Awards Malaysia (en) et aux StarHub TVB Awards (en). En 2016, elle joue son premier rôle principal féminin dans la série Over Run Over (en).
En septembre 2020, Chu devient officiellement avocate à la Denis Chang's Chambers à Hong Kong.

## Biographie

### Jeunesse et formation
Chu Tsin-suet est née le 28 juin 1988 à Hong Kong. Elle est l'aînée d'une famille de trois filles. À l'âge de 8 ans, sa famille immigre à Vancouver, en Colombie-Britannique, au Canada. Au cours des premières années, elle a eu du mal à s'adapter à son nouvel environnement car elle ne parle que très peu l'anglais.
Chu est diplômée de l'Université Simon Fraser de Vancouver, où elle obtient une spécialité en business et communication en 2010. Après avoir obtenu son diplôme, Chu retourne seule à Hong Kong et travaille comme assistante administrative pendant deux ans avant de décider de participer au concours de beauté de Miss Hong Kong en 2012[réf. souhaitée].

### Vie privée
Par une publication dans les médias le 28 juin 2019, Chu confirme qu'elle est fiancée et a déposé une notification d'intention d'épouser Justin Ng qui vivent ensemble depuis 5 ans. Leur fête de mariage a lieu à Bali en août 2019.
Le 18 mai 2024, Chu annonce via Instagram qu'elle a donné naissance à un fils[réf. souhaitée].

## Carrière

### Concours de beauté (2012)
Chu participe au concours de beauté Miss Hong Kong 2012, organisé par la chaîne de télévision locale TVB (Television Broadcasts Limited), comme candidate n°4. Bien qu'elle soit la favorite de nombreux artistes de TVB, y compris les gagnantes précédentes Samantha Ko (en), Suki Chui (en) et de la directrice générale de TVB, Virginia Lok, Chu ne remporte pas le titre, en partie à cause de difficultés techniques dans le système de vote.
Le concours de 2012 est le premier concours de Miss Hong Kong à organiser un vote en ligne en fonction du choix des téléspectateurs. Chu se classe troisième, mais de nombreux internautes et artistes de TVB estiment que Chu a été privé du titre, car elle était en tête des votes en ligne avec 65 % la veille de la finale. Plus de 500 citoyens de Hong Kong déposent plainte contre TVB auprès de l'Office of the Telecommunications Authority (en) (OFTA), invoquant une fraude ; la gagnante, Carat Cheung (en), nièce d'Alfred Cheung, producteur de feuilletons télévisés à la TVB, est finalement désignée par le panel des juges.
Tsang Sing-ming, directeur adjoint des affaires extérieures de la TVB, s'est par la suite excusé auprès de la presse pour la perturbation des serveurs informatiques de la TVB, qui a empêché de nombreux téléspectateurs de voter pour leur favorite. Il a également indiqué que le vainqueur avait déjà été désigné, il n'y aurait pas de recomptage des voix.

### Carrière d'actrice (2013-2017)
En 2012, Chu obtient son premier rôle dans la série médicale The Hippocratic Crush II (en), aux côtés de l'acteur hongkongais Lawrence Ng (en). Elle joue ensuite dans la série Tomorrow Is Another Day (en), qui la met en scène aux côtés de l'acteur Kenny Wong (en). Chu est nommée à plusieurs reprises pour ce drama.
En 2015, elle reçoit des critiques positives pour sa performance dans les dramas Smooth Talker (en) et The Fixer (2015 Hong Kong TV series) (en), qui lui valent toutes deux prix Artiste TVB ayant le plus progressé aux TVB Star Awards Malaysia (en) et aux StarHub TVB Awards (en).
En 2015, après le départ de Myolie Wu (en) et Kate Tsui, actrices principales de longue date de la TVB, Chu obtient son premier rôle principal féminin dans le drama Over Run Over (en), qui suscite de nouveau des commentaires positifs. Son partenariat à l'écran avec Vincent Wong (en) est bien accueilli, ce qui leur vaut de remporter le prix du partenariat le plus populaire à l'écran lors des TVB Anniversary Awards 2016. En outre, Chu obtient ses premières nominations pour le prix de la meilleure actrice et le prix du personnage féminin le plus populaire, se classant finalement parmi les cinq premières dans ces deux catégories.
En 2017, Chu joue dans le drama Legal Mavericks (en). Grâce à ce rôle, elle est classée dans le top 5 de la meilleure actrice dans un second rôle lors des TVB Anniversary Awards 2017[réf. souhaitée].

### Carrière d'avocate (depuis 2020)
En parallèle de sa carrière d'actrice, Chu obtient en 2016 une maîtrise en communication d'entreprise à l'Université chinoise de Hong Kong. En septembre 2016, elle s'inscrit à la City University of Hong Kong School of Law (en) pour obtenir un diplôme de Juris Doctor en 2018 et un Postgraduate Certificate in Laws (en) (PCLL) en 2019.
En septembre 2020, elle devient avocate à la Denis Chang's Chambers à Hong Kong.

## Filmographie

### Dramas
- 2013 : The Hippocratic Crush II (en) (On Call 36小時II) : Dr. Heung Chin-yi
- 2014 : Tomorrow Is Another Day (en) (再戰明天) : Chi Chun-kwong
- 2015 : Smooth Talker (en) (以和為貴) : Mo Sui-ka
- 2015 : The Fixer (2015 Hong Kong TV series) (en) (拆局專家) : "Duck Duck" Mak Ping-on
- 2016 : Speed of Life (TV series) (en) (鐵馬戰車) : WPC Cheung Ching-ching
- 2016 : K9 Cop (en) (警犬巴打) : Jil Lai Suk-chi
- 2016 : Over Run Over (en) (EU超時任務) : WSGT Ling Sun-fung
- 2016 : Rogue Emperor (en) (流氓皇帝) : Fung Siu-yung
- 2017 : Legal Mavericks (en) (踩過界) : Yanice Tai Tin-yan
- 2020 : The Exorcist's 2nd Meter (en) (降魔的2.0) : Taxi passenger
- 2020 : Legal Mavericks 2020 (en) (踩過界II) : Yanice Tai Tin-yan

### Cinéma
- 2016 : Helios (film) (en) (赤道) de Longman Leung et Sunny Luk : Tracy

## Animatrice de télévision
- 2012 : TVB Sales Presentation 2013 (2013無綫節目巡禮), avec Wayne Lai, Carat Cheung, Jacqueline Wong
- 2012 : CASH (CASH流行曲創作大賽), avec Eric Leung
- 2012 : A Tasmanian Affair (塔斯曼尼亞的日與夜), avec Jason Chan Chi-san
- 2012-2013 : Jade Solid Gold (en) (勁歌金曲), avec Amigo Choi
- 2013 : Tailor-made Tour (度身訂造旅行團), avec King Kong Lee, Alan Tam, Chrissie Chau
- 2014 : Dolce Vita (港優遊，港享受), avec Yao Bin

## Prix et nominations

### Récompenses

#### TVB Anniversary Awards
- 2016 : Partenariat à l'écran le plus populaire pour Over Run Over (en)

#### TVB Star Awards Malaysia
- 2015 : Artiste féminine préférée ayant le plus progressé sur TVB (en) pour Smooth Talker (en) et The Fixer (2015 Hong Kong TV series) (en)
- 2016 : Couple préféré de TVB à l'écran avec Vincent Wong (en) pour Over Run Over (en)

#### StarHub TVB Awards
- 2015 :  Artiste TVB ayant le plus progressé pour Smooth Talker (en) et The Fixer (2015 Hong Kong TV series) (en)
- 2016 :  Mes personnages féminins préférés de TVB pour Over Run Over (en)
- 2016 :  Prix de l'insolence décerné à Tokyo Bust Express
- 2017 :  Mes personnages féminins préférés de TVB pour Legal Mavericks (en)

### Nominations

#### TVB Anniversary Awards
- 2015 : TVB Anniversary Award de la meilleure actrice dans un second rôle (en) pour The Fixer (2015 Hong Kong TV series) (en)
- 2015 : TVB Anniversary Award pour l'artiste féminine qui s'est le plus améliorée (en) pour The Fixer (2015 Hong Kong TV series) (en)
- 2016 : TVB Anniversary Award de la meilleure actrice (en) (Top 5) pour Over Run Over (en)
- 2016 : TVB Anniversary Award pour le personnage féminin le plus populaire (en) (Top 5) pour Over Run Over (en)
- 2016 : TVB Anniversary Award pour l'artiste féminine qui s'est le plus améliorée (en) pour Over Run Over (en)
- 2016 : TVB Anniversary Award pour l'artiste féminine qui s'est le plus améliorée (en) pour Speed of Life (TV series) (en)
- 2016 : TVB Anniversary Award pour l'artiste féminine qui s'est le plus améliorée (en) pour K9 Cop (en)
- 2017 : TVB Anniversary Award de la meilleure actrice dans un second rôle (en) (Top 5) pour Legal Mavericks (en)
- 2017 : TVB Anniversary Award pour le personnage féminin le plus populaire (en) pour Legal Mavericks (en)

#### TVB Star Awards Malaysia
- 2014 : Artiste féminine préférée ayant le plus progressé sur TVB (en) pour Tomorrow Is Another Day (en)
- 2015 : TVB Star Award pour le meilleur second rôle (en) pour The Fixer (2015 Hong Kong TV series) (en)
- 2016 : TVB Star Award pour le meilleur premier rôle (en) (Top 5) pour Over Run Over (en)
- 2016 : Favourite TVB Drama Characters pour Over Run Over (en)
- 2017 : TVB Star Award pour le meilleur second rôle (en) (Top 5) pour Legal Mavericks (en)
- 2017 : Favourite TVB Drama Characters pour Legal Mavericks (en)
- 2017 : Favourite TVB Onscreen Couple, avec Vincent Wong (en) et Sisley Choi (en) pour Legal Mavericks (en)

#### StarHub TVB Awards
- 2014 : My Favourite TVB Supporting Actress pour Tomorrow Is Another Day (en)
- 2014 : Most Improved TVB Artiste pour Tomorrow Is Another Day (en)
- 2016 : My Favourite TVB Actress pour Over Run Over (en)
- 2017 : My Favourite TVB Supporting Actress pour Legal Mavericks (en)

#### People's Choice Television Awards
- 2016 : People's Choice Best Actress (2e) pour Over Run Over (en)
- 2017 : People's Choice Most Improved Female Artiste (4e) pour Legal Mavericks (en)

#### Hong Kong Television Awards
- 2017 : Best Supporting Actress in Drama Series (4e) pour Legal Mavericks (en)